# リチャード・オーグ・ド・バラ (第2代アルスター伯)

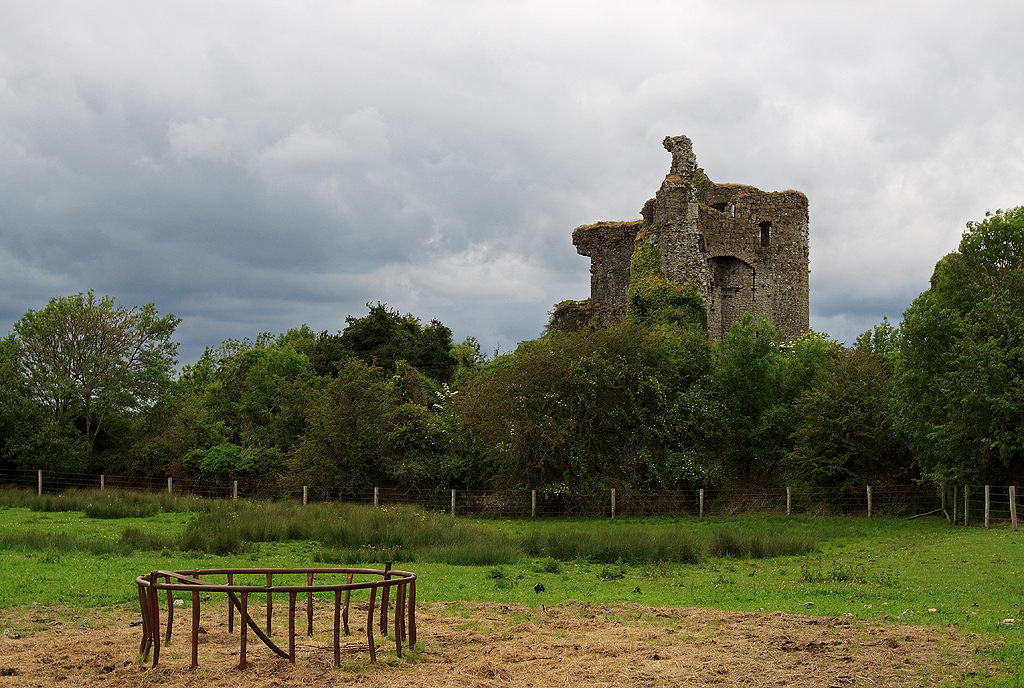
リー城

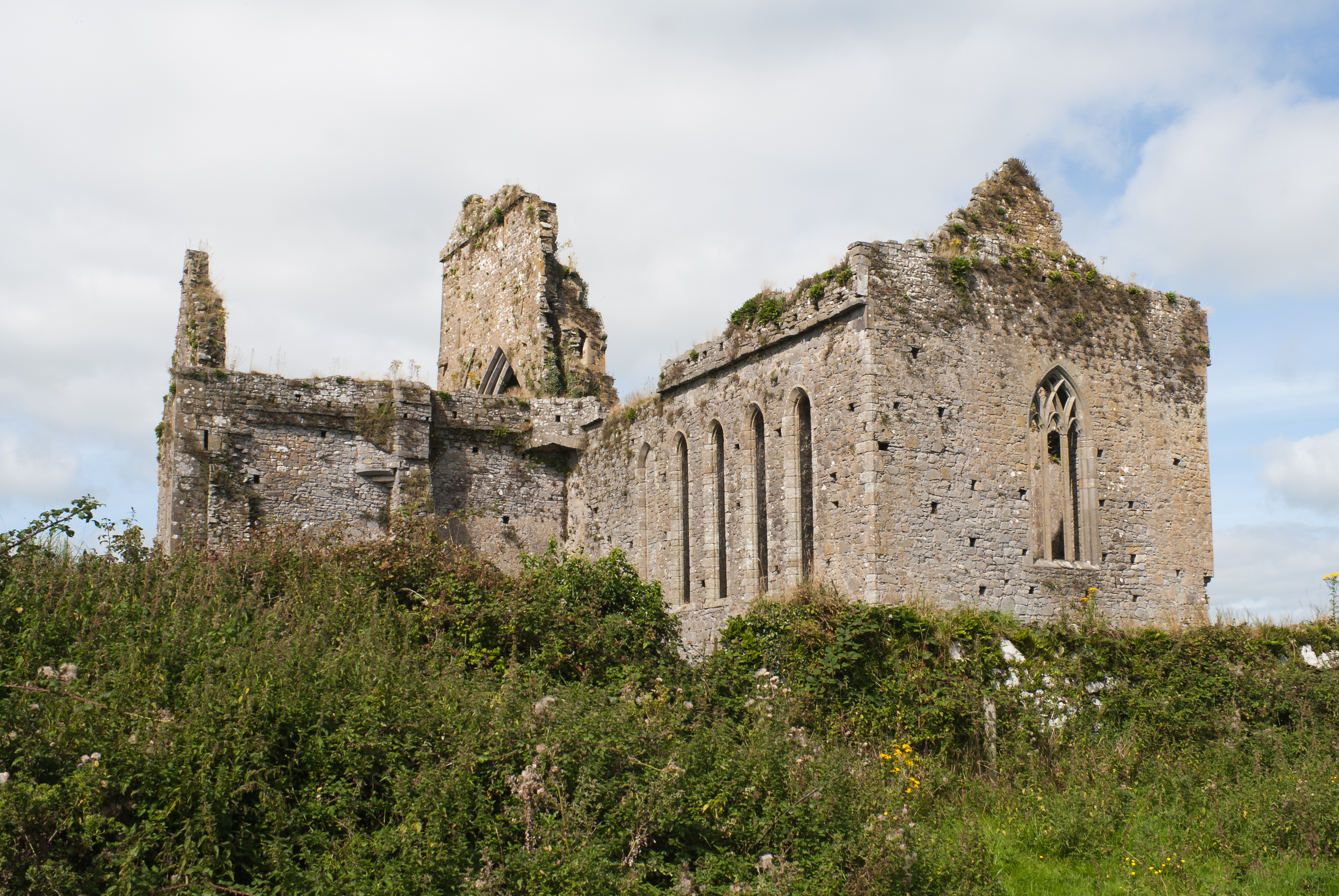
アサセル修道院

第2代アルスター伯リチャード・オーグ・ド・バラ（Richard Óg de Burgh, 2nd Earl of Ulster, 1240年 - 1326年7月29日）は、13世紀後半から14世紀初頭にかけて最も有力なアイルランド貴族の一人であり、スコットランド王ロバート・ブルースの王妃エリザベスの父親。赤伯（The Red Earl）と呼ばれた。

## 生い立ち
リチャードの父は、初代アルスター伯でコノートの領主であるウォルター・ド・バラであり、初代コノート領主リチャード・モール・ド・バラおよびイジーディア・ド・レイシーの次男であった。リチャードの母は、サー・ジョン・フィッツジェフリーの娘、アヴェリーン・フィッツジョンであった。
「リチャード・オーグ」は「若きリチャード」を意味し、1271年に伯爵となったときに若年であったこと、または祖父のリチャード・モールと区別するためであったとみられる。

## アルスター伯
リチャード・オーグはバラ家のアルスター伯の中で最も権力があり、1280年に成人すると父の跡を継ぎアルスターとコノートを統治した。イングランド王エドワード1世の友人であり、スコットランド戦争の際には自ら出席するよう何度も招集されており、アイルランドの伯爵の中では最上位であった。リチャードは従兄弟のジョン・ド・バラ（de Boroughとも綴る）とセシリー・ベイリャルの娘マーガレットと結婚した。
リチャード・オーグは拡張政策を追求し、ノルマン・アイルランド人貴族、特にフィッツジェラルド家としばしば対立した。1290年代に、リチャード・オーグは初代キルデア伯ジョン・フィッツジェラルドと激しく衝突した。1294年、キルデア伯がリチャードを捕らえ、数か月間リー城に投獄し「国中を騒がせた」とき、事態は極限に達した。アイルランド議会は最終的にリチャードを釈放させ、その後、リチャードの娘ジョーンがキルデア伯の息子で継承者のトマスと結婚するなど、両者の関係は改善した。キルデア伯は、その行為に対して王室から恩赦を受けたが、コノートの領土をリチャードに明け渡さざるを得ず、長期的にはリチャードの拡張政策に対する脅威にはならなかった。
リチャードの娘エリザベスはスコットランド王ロバート・ブルースの2番目の妃となった。しかし、リチャードはアイルランドから軍を率いてイングランド王エドワード1世のスコットランド遠征を支援するのを止めなかった。エドワード1世は1306年にエリザベスを捕らえたが、リチャードの支持を得るためにエリザベスを自宅軟禁しただけであった。1315年にエドワード・ブルースの軍がアルスターに侵攻したとき、リチャードは軍を率いてロバート・ブルースに対抗したが、アントリムのコナーで敗北した。ロバート・ブルースの侵攻とコノートでのフェリム・マクヒュー・オコナーの反乱により、リチャードは事実上領内での権限を失ったが、オコナーは1316年の第二次アセンリーの戦いで殺された。その結果、リチャードはフォーハートにおけるロバート・ブルースの敗北後、アルスターを奪還することができた。
リチャードは1326年7月29日にティペラリーのカシェル近郊のアサセル修道院で亡くなった。

## 子女
- アヴェリーン（1280年頃生） - 初代ラウス伯ジョン・ド・バーミンガムと結婚
- エリナー（1282年 - 1324年8月以降） - 初代エグルモントのムルトン男爵トマス・ド・ムルトンと結婚
- エリザベス（1284年頃 - 1327年） - スコットランド王ロバート・ブルースの2番目の妃で、デイヴィッド2世の母。
- ウォルター（1285年頃 - 1304年）
- ジョン（1286年頃 - 1313年6月18日） - 第3代アルスター伯ウィリアム・ドンの父
- モード（1288年頃 - 1320年） - 第8代グロスター伯ギルバート・ド・クレアと結婚
- トマス（1292年頃 - 1316年）
- キャサリン（1296年頃 - 1331年11月1日） - 初代デスモンド伯モーリス・フィッツジェラルドと結婚
- エドモンド（1298年頃 - 1338年）
- ジョーン（1300年頃 - 1359年4月23日） - 第2代キルデア伯トマス・フィッツジェラルドと結婚。のち初代ダーシー・ド・ネイス男爵ジョン・ダーシーと再婚し、第2代オーモンド伯ジェームズ・バトラーと結婚したエリザベスを含む子女をもうけた。

## 『四大師の年代記』
『四大師の年代記』には、以下の記述が見られる。
M1303.8. イングランド王が率いる大軍がスコットランドに侵攻し、赤伯と多くのアイルランド人およびイングランド人がアイルランドから大艦隊を率いて王の援軍に向かった。このとき、彼らは多くの都市を占領し、スコットランドを制圧した。伯爵の弟であるテオバルド・バークは、この遠征から戻った後、クリスマスの夜、キャリックファーガスで亡くなった。
M1304.2. アルスター伯爵、すなわち赤伯リチャード・バークの妻である伯爵夫人と、同伯爵の相続人であるウォルター・ド・バークが亡くなった。
M1305.2. 赤伯はイニショーエンの新しい城を建設した。